# Tor Björnberg
Tor Karl Emanuel Björnberg, född 17 april 1892 i Misterhult, Kalmar län, död 11 mars 1986 i Oskarshamn, var en svensk sparbanksdirektör och politiker (högerpartiet). 
Björnberg var riksdagsledamot i första kammaren 1952-1954, invald i Kalmar läns och Gotlands läns valkrets. Han var även landstingsledamot från 1931.